# Битва при Гарісі (1556)
Битва при Гарісі — битва відбулась 1556 року між арміями Картлійського царства та Сефевідів поблизу села Гарісі (нині — Тетрі-Цкаро). Битва завершилась перемогою грузинського війська.

## Передісторія
Внаслідок укладеного між Сефевідами й Османською імперією 1555 року миру в Амасьє Грузія була розділена між двома державами: Західна Грузія — Імеретія, Мегрелія та Гурі переходили до сфери впливу Туреччини, а східні области — Месхія, Картлі й Кахетія потрапили під владу Сефевідської держави. У Тбілісі булло встановлено перський гарнізон.

## Битва
Луарсаб I, правитель незалежного царства Картлі, відмовився визнати умови угоди й бажав повернути Тбілісі. Так розпочався четвертий похід проти перської експансії. Відряджена Шахом Тахмаспом I армія кизилбашів під командуванням Шахверді-хана, бейлербега Гянджі й Карабаху, вступила до Картлі 1556 року. Луарсаб I і його син Симон зіштовхнулись із загарбниками поблизу Гарісі.
У важкому бою грузинам удалось перемогти перську армію, проте Луарсаб I зазнав важких поранень і помер.